# O Livro Vermelho
Citações do Presidente Mao Tsé-Tung (Chinês simplificado: 毛主席语录; pinyin: Máo - zhǔxí yǔlù) ou O Pequeno Livro Vermelho (Chinês simplificado: 红宝书) ou ainda O Livro Vermelho ou O Livrinho Vermelho (Chinês simplificado: 小红书) como é mais conhecido no Ocidente, e conforme sugere o próprio nome, é uma coletânea de citações do presidente da República Popular da China Mao Tsé-Tung, com o intuito de difundir o seu pensamento e educar ideologicamente a sociedade chinesa. Foi organizado por Lin Piao, ministro da Defesa de Mao. O livro possui 33 capítulos. Os seus tópicos abordam a ideologia de Mao, conhecido no Ocidente como Maoismo ou, oficialmente, como "Pensamento de Mao Tsé-Tung". Inicialmente publicado na China, teve distribuição internacional após abril de 1964.
A distribuição subsidiada deste livro pelo governo comunista chinês fez com que O Livro Vermelho se tornasse o segundo livro mais vendido na história, atrás apenas da Bíblia, tendo aproximadamente 900 milhões de cópias impressas.
A popularidade do livro está ligada ao fato de que era uma exigência "não-oficial" para todo cidadão chinês possuir o livro, exigência essa que se fez notar especialmente durante a Revolução Cultural. Durante a Revolução Cultural, o livro passou a ser estudado não só nas escolas mas também a sua leitura era exigida no mercado de trabalho.[carece de fontes?]
Durante os anos 60, o livro era um ícone importante na cultura da China, tão visto quanto a imagem de Mao. Em cartazes e quadros criados pelos artistas de propaganda do PCCh, Mao era muitas vezes visto com uma cópia do livro na mão dele. Depois do fim da Revolução Cultural, em 1976, e a subida ao poder de Deng Xiaoping em 1978, a importância do livro diminuiu consideravelmente.
Atualmente, a identidade de seu verdadeiro autor é por vezes questionada. Fontes alegam que O Livro Vermelho teria sido escrito por Hu Qiaomu, ajudante de ordens de Mao por 25 anos.

## Conteúdo e formato
O Livro Vermelho compreende 427 citações de Mao, divididas em 33 capítulos. As citações de Mao eram em negrito ou em vermelho, para serem bem destacadas. É também chamado de Reflexões do presidente Mao por muitos chineses. As citações compreendem poucos parágrafos. Na segunda metade do livro, uma forte tendência empirista evidencia-se no pensamento de Mao. A tabela abaixo resume o livro.
| Capítulo | Número de citações | Título                                                      | Resumo |
| -------- | ------------------ | ----------------------------------------------------------- | --- |
| 1        | 13                 | O partido comunista                                         | O Partido Comunista chinês é o núcleo da revolução chinesa e os seus princípios são baseados no marxismo-leninismo. Críticas devem ser realizadas dentro do Partido. |
| 2        | 22                 | Classes e luta de classe                                    | A revolução, o reconhecimento das classes e da luta de classes, são necessárias para o povo e os camponeses chineses superarem tanto inimigo e elementos nacionais como estrangeiros. Este não é um caminho simples, limpo, rápido ou sem luta. |
| 3        | 28                 | Socialismo e o comunismo                                    | Socialismo deve ser desenvolvido na China e a rota para tal fim é uma revolução democrática, o que permitirá a consolidação socialista e comunista ao longo de um período de tempo. Também é importante para unir os meios camponeses e educá-los sobre as falhas do capitalismo.                                                                                |
| 4        | 16                 | O tratamento correto das contradições entre o povo          | Existem pelo menos dois tipos básicos de contradição: contradições antagônicas que existem entre países comunistas e capitalistas e seus vizinhos e entre os povos e os inimigos do povo, e as contradições entre as próprias pessoas, as pessoas não estão convencidas do novo caminho da China, que deve ser tratado de forma democrática e não antagônicas.   |
| 5        | 21                 | Guerra e paz                                                | A guerra é uma continuação da política, há pelo menos dois tipos: justas (progressivas) e guerras injustas, que apenas servem aos interesses burgueses. Embora as guerras não sejam boas, temos de permanecer prontos lutar em guerras contra as potências imperialistas.                                                                                        |
| 6        | 10                 | Imperialismo e reacionários, todos tigres de papel          | O imperialismo dos Estados Unidos e da Europa e as forças reacionárias nacionais representam perigos reais, a este respeito são como verdadeiros tigres. No entanto, porque o objetivo do comunismo chinês é justo, e interesses reacionários são egocêntricos e injustos, depois da luta, que será revelada a ser muito menos perigosa do que eram antes disso. |
| 7        | 10                 | Ouse lutar, ouse ganhar                                     | Lutar é desagradável e as pessoas da China preferem não fazê-lo em tudo. Ao mesmo tempo, estão dispostos a travar uma luta apenas de autopreservação contra elementos reacionários, tanto estrangeiros como nacionais. |
| 8        | 10                 | A guerra de pessoas                                         | As massas de China são a maior arma concebível por lutar contra imperialismo japonês e reacionários internos. Pontos estratégicos básico para a guerra contra o Kuomintang também são enumerados. |
| 9        | 8                  | O exército das pessoas                                      | O exército do povo não é apenas um órgão para combater, é também um órgão para o avanço político do Partido, bem como da produção. |
| 10       | 14                 | Liderança e comitês do partido                              | A vida interna do Partido é discutida. Comitês são úteis para evitar a monopolização por outros e os membros do Partido devem demonstrar honestidade, serem abertos à discussões de problemas e da capacidade de aprender. |
| 11       | 22                 | A linha de massa                                            | As massas representam à linha criativa e produtiva da população chinesa, que são potencialmente inesgotáveis. Membros do Partido devem assumir a liderança das massas e reinterpretarem a política no que diz respeito ao benefício das massas. |
| 12       | 21                 | Trabalho político                                           | É necessário que os intelectuais, estudantes, soldados e camponeses prestem atenção e se envolvam com o trabalho político. Isto é particularmente necessário em tempos de guerra. |
| 13       | 7                  | Relações entre oficiais e homens                            | As relações democráticas não-antagônicas entre os oficiais e os homens são necessárias para um forte exército. |
| 14       | 6                  | Relações entre o exército e a república popular             | Um exército que é valorizado e respeitado pelo povo, e vice-versa, é uma força quase invencível. O exército e o povo tem de se unir com o fundamento básico do respeito. |
| 15       | 8                  | Democracia nos três principais domínios                     | Democracia e honestidade desempenham funções no âmbito da reforma do exército, assim como na vida do Partido e de outros quadros. A "Ultrademocracia" é a definição dos individualistas burgueses que têm aversão à disciplina e deve ser evitada. |
| 16       | 9                  | Educação e a formação das tropas                            | A educação deve ter uma base prática e política para o exército. Juntamente as linhas democráticas, também é possível para os agentes ensinar os soldados, para os soldados para ensinar os funcionários e para os soldados se ensinarem uns aos outros. |
| 17       | 9                  | Servir o povo                                               | É o dever dos dirigentes do Partido servir o povo. Sem os interesses do povo constantemente no coração, o seu trabalho é inútil. |
| 18       | 7                  | Patriotismo e internacionalismo                             | Um patriota e um comunista internacionalista que possuí simpatia por lutas em outros países, não são princípios antagônicos, pelo contrário, estão profundamente ligados, como o comunismo se espalha por todo o mundo. Ao mesmo tempo, é importante para um país manter a modéstia e evitar arrogância.                                                         |
| 19       | 8                  | Heroísmo revolucionário                                     | A mesma energia e criatividade ilimitada das massas é também visível no exército, na sua luta com o estilo e a vontade indomável. |
| 20       | 8                  | Construir o nosso país, através de diligência e frugalidade | O caminho para a modernização da China será construído sobre os princípios da celeridade e simplicidade. Também não é legítimo relaxar e, 50 anos depois, a modernização será realizada em uma escala maciça. |
| 21       | 13                 | Autossuficiência e luta árdua                               | É necessário que a China se torne autossuficiente no decurso da revolução, ao longo das linhas usuais da luta de classes. |
| 22       | 41                 | Formas de pensar e métodos de trabalho                      | O materialismo dialético marxista, que conota a luta constante entre opostos em uma definição empírica, é o melhor método para uma melhoria constante. A análise objetiva dos problemas com base em resultados empíricos é um prêmio. |
| 23       | 9                  | Investigação e estudos                                      | É necessário investigar os fatos e a história de um problema, a fim de estudar e compreender este problema. |
| 24       | 15                 | Corrigir Ideias erradas                                     | Arrogância, a falta de sucesso após um período próspero, egoísmo, fugir do trabalho, e liberalismo, são todos os males a serem evitados no desenvolvimento da China. Liberalismo é colocado no sentido de problemas envolvendo trabalho. |
| 25       | 5                  | Unidade                                                     | Unidade de massas, do Partido e de todo o país é essencial. Ao mesmo tempo, a crítica e a camaradagem são linhas possíveis, ao mesmo tempo uma unidade básica é sentida e preservado. Este é o método dialético. |
| 26       | 5                  | Disciplina                                                  | Disciplina não é a exclusão de métodos democráticos. Pontos básicos de conduta militar também são enumeradas. |
| 27       | 15                 | Crítica e autocrítica                                       | A crítica é uma parte do método dialético marxista, que é parte fundamental para a melhoria; como tal, os comunistas não devem temê-la, mas exercê-la abertamente. |
| 28       | 18                 | Comunistas                                                  | Um comunista deve ser altruísta, com os interesses das massas no coração. Ele também deve possuir generosidade de espírito. |
| 29       | 11                 | Estruturas                                                  | As estruturas para unir e trabalhar para o povo, devem ter líderes versados no marxismo-leninismo. Eles devem ter tanto a liberdade de orientação e de usar a sua criatividade na resolução de problemas. Os dirigentes mais velhos devem trabalhar em conjunto com camaradagem e aprender uns com os outros.                                                    |
| 30       | 7                  | Juventude                                                   | A Juventude chinesa é a força vital da China. Ao mesmo tempo, é necessário educá-la e a Liga da Juventude deve dar especial atenção aos seus problemas e interesses. |
| 31       | 7                  | Mulher                                                      | As mulheres representam uma grande força produtiva na China e a igualdade entre os sexos é uma das metas do comunismo. |
| 32       | 8                  | Cultura e arte                                              | Literatura e arte são discutidas com relação ao comunismo de uma forma ortodoxa. |
| 33       | 16                 | Estudo                                                      | É da responsabilidade de todos cultivar a si e estudar profundamente o marxismo-leninismo. É também necessário que as pessoas voltem a sua atenção para os problemas contemporâneos. |